# Josep Maria Frigola Serra
Josep Maria Frigola Serra   (Borrassà, 1949) és un físic teòric, poeta i escriptor català, que escriu sota el pseudònim de Jom Friser.
Va estudiar Física Teòrica a la Universitat de València. Amb 21 anys va accedir a la plaça de professor, com a catedràtic de Física i Química de l'Institut Ramon Muntaner de Figueres. Es va jubilar el 2009. Ha publicat obres com Medicina rural de guerra i postguerra: biografia del doctor Josep Frigola Taberner (1915-2009) (2014), una biografia del seu pare, Entropia educativa (2017) un llibre en forma de biografia sobre les vivències d'un professor amb el sistema educatiu passant per nou reformes de les lleis d'educació. Ha conreat també la poesia, ha publicat les obres Món màquina. Poemes de la plaça d'ILAD ALAG i a d'altres indrets (2018) i Poemas Hal (Libertades Esclavizadas) (2020).
El 2005 va crear Ventdelnord Televisió, el primer canal català de reproducció en línia.